# Diadromus bipunctatus
Diadromus bipunctatus là một loài tò vò trong họ Ichneumonidae.